# Claudi Apol·linar
|  | Aquest article tracta sobre el comandant naval romà. Si cerqueu el líder cristià Claudi Apol·linar, vegeu «Apol·linar de Hieràpolis». |

Claudi Apol·linar (en llatí Claudius Apollinaris) va ser el comandant de la flota de Misenum al servei de l'emperador Vitel·li l'any 70, quan va canviar de bàndol, va fugir amb sis galeres i es va posar al servei de Vespasià.